# Carlos René Ortuño
Carlos René Ortuño Yáñez (Oruro, Bolivia; 5 de abril de 1974) es un ingeniero civil y político boliviano. Especialista en gestión de recursos hídricos y medio ambiente. Desde el 18 de marzo de 2024 se desempeña como Secretario General del Comité Intergubernamental Coordinador de los Países de la Cuenca del Plata (CIC). Fue Ministro de Medio Ambiente y Agua de Bolivia desde el 23 de enero de 2017 hasta el 10 de noviembre de 2019 durante el tercer gobierno del Presidente Evo Morales Ayma, Fue también Viceministro de Recursos Hídricos y Riego de Bolivia desde 1 de septiembre de 2009 hasta el 23 de enero de 2017.

## Biografía
Estudió en el Colegio De La Salle (1981-1991) en su ciudad natal. Continuó con sus estudios superiores en la Facultad Nacional de Ingeniería (FNI) de la Universidad Técnica de Oruro (UTO), titulándose como Licenciado en Ingeniería Civil. En calidad de becario de la Agencia Española de Cooperación Internacional (AECI), se graduó como Máster en Hidrología General y Aplicada y Máster en Ingeniería de Regadíos, del Centro de Estudios y Experimentación de Obras Públicas (CEDEX). Realizó estudios de posgrado de Especialidad en Diseño de Presas Pequeñas en el Manejo Integral de Cuencas y Diplomados en Gestión Integral de Recursos Hídricos y Economía y Planificación de Recursos Hídricos.

## Trayectoria profesional
Como experto en el diseño de infraestructura de irrigación trabajó para la Agencia Alemana de Cooperación Técnica (GTZ) en los departamentos de Oruro, Cochabamba, Santa Cruz, Chuquisaca y Potosí en importantes de programas de desarrollo rural a nivel local (Programa Microriego Oruro - PMO) y a nivel nacional (Programa Nacional de Riego - PRONAR y Programa Desarrollo Agropecuario Sustentable PROAGRO) entre los años 1998 a 2006. Fue parte de una generación de profesionales en ingeniería que desarrollaron e incorporaron enfoques de trabajo multidisciplinario e integral que reconocen los conocimientos y prácticas locales y la participación activa de las comunidades de campesinos e indígenas en los proyectos de desarrollo (ver Riego en Bolivia). Trabajó con gobiernos municipales, organizaciones no gubernamentales, asociaciones de regantes y de productores y otros actores sociales ligados a la gestión de agua para riego en Bolivia.
Durante la primera gestión del Presidente Evo Morales Ayma, a tiempo de crearse el primer Ministerio de Agua de Bolivia (2006), se incorporó como profesional al Viceministerio de Riego dependiente de dicho ministerio. Como servidor público desempeñó las responsabilidades de experto en infraestructura, Jefe de la Unidad de Riego y director general de Riego en el Ministerio de Agua, posteriormente transformado en Ministerio de Medio Ambiente y Agua (MMAyA) el año 2009. Contribuyó a la preparación y diseño del Programa Nacional de Riego con Enfoque de Cuencas (PRONAREC), financiado con recursos de crédito del Banco Interamericano de Desarrollo (BID) y aporte del Gobierno boliviano, importante programa de inversión en irrigación dirigido a pequeños agricultores bolivianos.

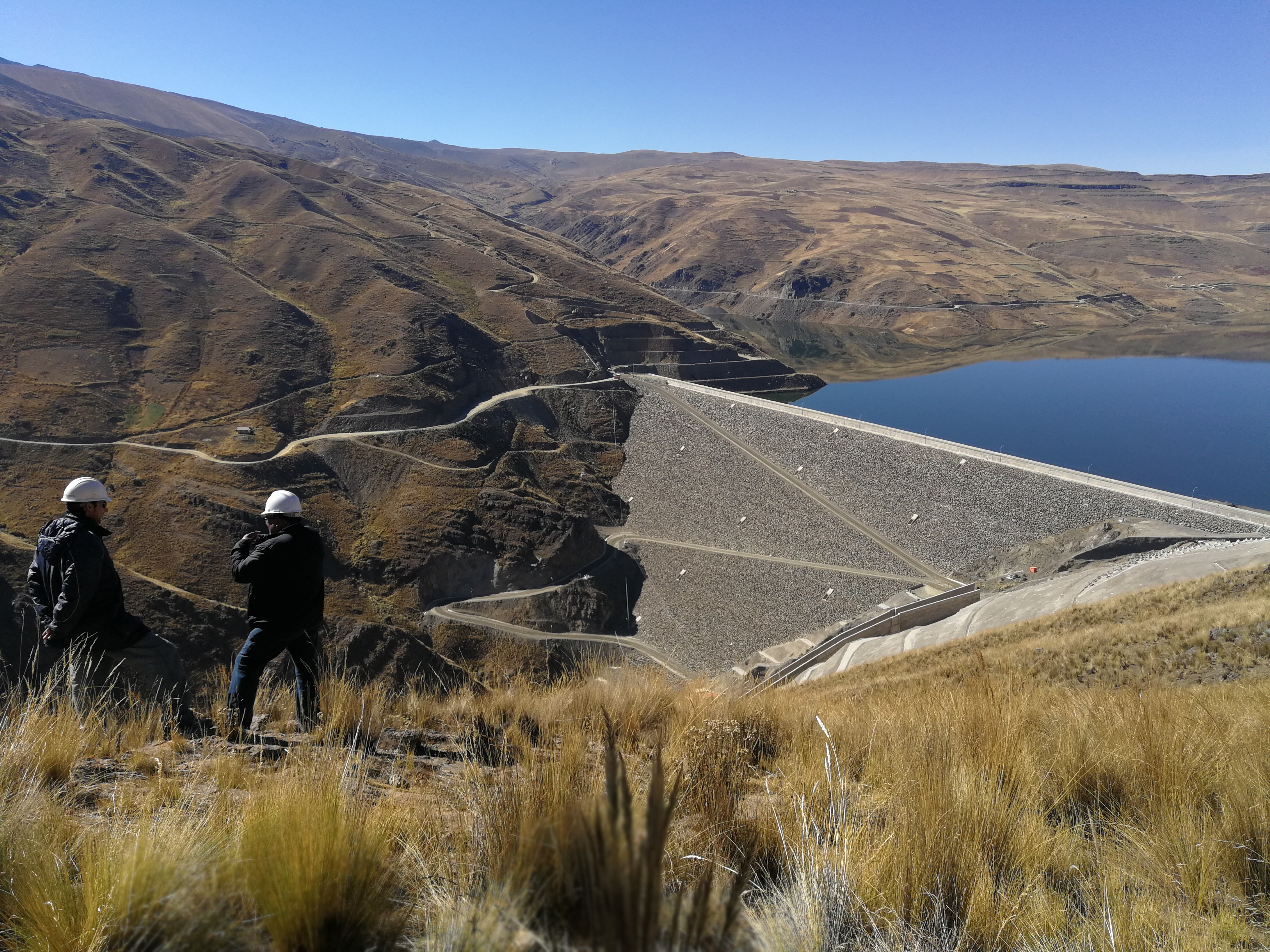
Inspección de autoridades - Proyecto Múltiple Misicuni, Cochabamba-Bolivia, 2018

### Viceministro de Recursos Hídricos y Riego (2009-2017)
En septiembre de 2009 fue designado Viceministro de Recursos Hídricos y Riego, por el ministro de Medio Ambiente y Agua René Orellana, responsabilidad que desempeñó hasta enero de 2017. 
Como viceministro le tocó impulsar la consolidación del Plan Nacional de Cuencas (PNC), principal política pública de gestión integral del agua en Bolivia. Iniciativa emblemática respecto a la implementación de políticas públicas nacionales con apoyo de la cooperación internacional en el marco de los principios de eficacia de la ayuda al desarrollo.
Como parte de la concreción de los principios de la nueva Constitución del  Estado Plurinacional de Bolivia que establece como derecho humano el acceso al agua y a los servicios básicos, participó en la formulación e implementación de importantes programa de inversión en la temática hídrica: el Programa Más Inversión para Agua (MIAGUA) y el Programa Más Inversión para Riego (MIRIEGO). Impulsó también la elaboración de una nueva normativa técnica para el diseño, construcción y operación de presas en Bolivia, concretándose en su gestión el primer Inventario Nacional de Presas en Bolivia (2010) y el Registro Nacional de Presas, como parte del Sistema de Información de Recursos Hídricos (SIRH).  
Trabajó en la incorporación del concepto de adaptación al Cambio Climático a las políticas de gestión hídrica en Bolivia. Participando de la elaboración de la propuesta de Bolivia al Programa Piloto de Resilencia Climática (PPCR), iniciativa internacional financiada por los Fondos de Inversión en el clima (CIF por su sigla en inglés), que prioriza la gestión de las cuencas del Río Grande y del Lago Titicaca.

## Vida política

### Ministro de Medio Ambiente y Agua (2017-2019)

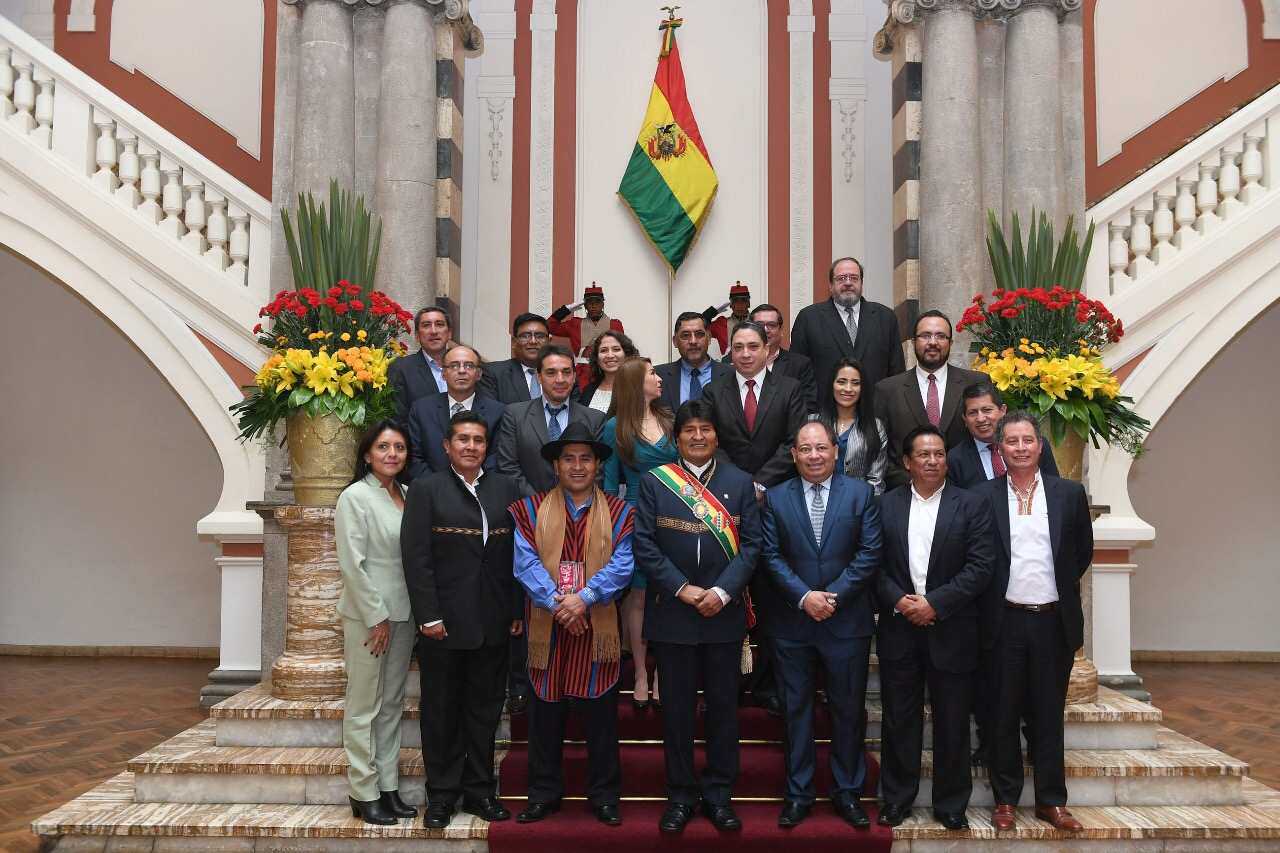
Gabinete de Ministros de Estado. Gobierno Evo Morales Ayma, La Paz-Bolivia, enero de 2018

El 23 de enero de 2017, el Presidente Constitucional del Estado Plurinacional de Bolivia Evo Morales Ayma posesionó a Carlos René Ortuño como Ministro de Medio Ambiente y Agua de Bolivia en reemplazo de Alexandra Moreira. El cambio se realizó debido a la renuncia de la exministra, horas antes de ser interpelada por la Asamblea Legislativa Plurinacional (Congreso). Como Ministro fue responsable de dirigir, desarrollar e implementar políticas públicas, programas y proyectos en las temáticas de gestión integral de los recursos hídricos, agua y saneamiento básico, gestión integral de residuos sólidos, irrigación (riego), gestión ambiental y cambio climático. Las acciones llevadas a cabo durante su mandato tenían como objetivo aportar y contribuir al desarrollo integral del Estado Boliviano, dentro las temáticas de su competencia.
Le tocó implementar y dirigir el Plan de Atención a la Emergencia Hídrica, dirigido a resolver los problemas de abastecimiento de agua potable a las principales ciudades del país (La Paz, El Alto, Cochabamba, Sucre y Potosí) como consecuencia de la sequía extrema de 2016-2017 (crisis del agua). Logrando el restablecimiento y la garantía de provisión de agua para el área metropolitana de La Paz y El Alto (2017), la puesta en operación de la presa Misicuni como la más importante fuente de agua para el área metropolitana de Cochabamba (2017-2018) e impulsado las mayores inversiones en provisión de agua potable para las ciudades de Sucre (Proyectos Sucre III y IV) y de Potosí (bombeo Palca y estudio Presa Paranturi). Impulsó también la elaboración de la Estrategia Nacional de Tratamiento de Aguas Residuales (ENTAR), plasmada en la priorización y ejecución de inversiones en construcción y ampliación de Plantas de Tratamiento de Aguas Residuales en Bolivia (Albarancho en Cochabamba, Puchukollo en El Alto, entre las más importantes).
Se inició la implementación de los Programas de Saneamiento del Lago Titicaca (Departamento de La Paz) y de Saneamiento de la cuenca del Río Rocha (Departamento de Cochabamba) que incorporan un nuevo enfoque integral de gestión de las respectivas cuencas involucradas y la conjunción de acciones interdependientes y complementarias referidas a la calidad hídrica de las fuentes agua, el saneamiento básico y tratamiento de aguas residuales, la recuperación ambiental y la construcción de la gobernanza hídrica en ambas cuencas.Se profundizaron y consolidaron las acciones iniciadas anteriormente como Viceministro, con mayor énfasis en la implementación de los programas MIAGUA, MIRIEGO, Presas y el Plan Nacional de Cuencas (PNC).
Producto de un nuevo período de sequía (2018-2019) se afrontó el mayor incendio forestal en el país (región de la Chiquitanía) entre julio a septiembre de 2019, debiendo el Ministerio de Medio Ambiente y Agua sumarse a las tareas de combate y extinción encabezadas por el Ministerio de Defensa y las Fuerzas Armadas. Durante este incidente extremo se garantizó la provisión y abastecimiento de agua de las poblaciones afectadas por el incendio. 
Producto de la crisis política suscitada en Bolivia después de las Elecciones Presidenciales del 20 de octubre de 2019, y el posterior derrocamiento del Gobierno del Presidente Evo Morales Ayma, el ministro Carlos Ortuño presentó su renuncia al cargo el 10 de noviembre de 2019. Su mandato como Ministro de Medio Ambiente y Agua (2 años y 10 meses) se contabiliza como el más prolongado del gobierno del Presidente Evo Morales Ayma (13 años y 9 ministros en esa cartera de Estado). 
El Ministerio de Medio Ambiente y Agua de Bolivia recibió el 19 de diciembre de 2018, el Premio a la Mejor Administración Pública Latinoamericana, reconocimiento otorgado por el portal iberoamericano iAgua, medio de comunicación líder en el sector del agua y punto de encuentro de la mayor comunidad de profesionales de España y Latinoamérica.